# Centro de Convenções de Natal
O Centro de Convenções de Natal é o principal centro de convenções do estado brasileiro do Rio Grande do Norte. Localiza-se na Via Costeira, em Natal. O complexo pertence ao Governo do Rio Grande do Norte, sendo cedido e gerenciado pela Cooperativa de Desenvolvimento da Atividade Hoteleira e Turística (COOHOTUR) durante 16 anos, no entanto, durante a gestação do governador Robinson Faria em 2015, este equipamento voltou a ser administrado pelo governo do Estado.
Projetado para sediar simpósios, congressos, seminários, reuniões, eventos artísticos, feiras e exposições, o centro de convenções se encontra dentro do Parque das Dunas, posicionado de frente para o mar e próximo a vários hotéis luxuosos, com bares, restaurantes, praias, shoppings, ciclovia, agências de turismo, locadora e uma infinidade de serviços.
Em 2010, o Centro de Convenções de Natal recebeu o Jacaré de Ouro durante a 10ª Edição do Prêmio Caio como o melhor centro de convenções de grande porte do Nordeste, para eventos. Já a cidade recebeu um Jacaré de Ouro na categoria “Destino para Eventos de Pequeno e Médio porte da Região Nordeste”. O prêmio Caio é considerado o "Oscar do Turismo".